# واجب الحراسة

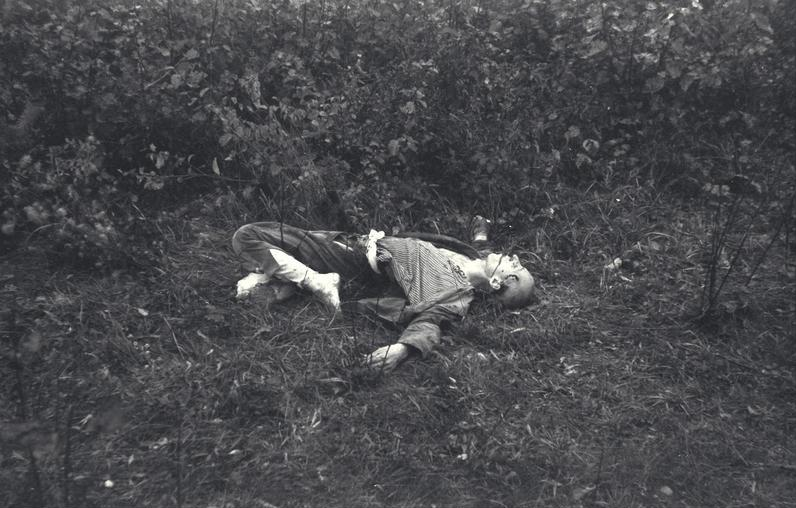
سجين قتل برصاصة في مجمع محتشد اعتقال ماوتهاوزن-غوسن.

واجب الحراسة (بالألمانية: Postenpflicht)‏ كان أمرًا عامًا صدر لحراس توتنكوبف-إس إس في معسكرات الاعتقال النازية لإعدام السجناء المتمردين بإجراءات موجزة. تطلب الأمر من الحراس إطلاق النار على السجناء الذين شاركوا في المقاومة أو محاولات الهروب، دون سابق إنذار. سيؤدي عدم القيام بذلك إلى الفصل أو الاعتقال. صدر Postenpflicht في 1 أكتوبر 1933 للحراس في محتشد اعتقال داكاو، ولكن تم تمديده لاحقًا إلى معسكرات الاعتقال الأخرى.

## خلفية

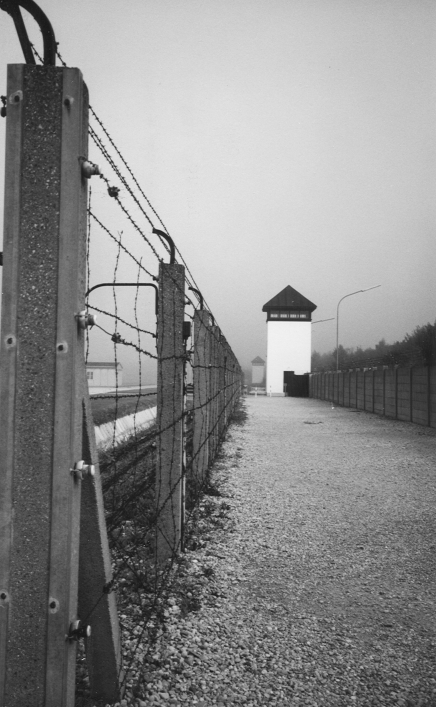
سياج وحارس برج المراقبة في داكاو

افتتح معسكر اعتقال داكاو في 22 مارس 1933، بالقرب من بلدة داكاو، على بعد حوالي 16 كم (10 ميل) شمال غرب ميونيخ في ولاية بافاريا.  في البداية استخدم المعسكر رجال شرطة محليين في ميونيخ كحراس، ولكن في غضون أسابيع تم استبدالهم بقوات الأمن الخاصة. في 13 أبريل 1933، أصبح هيلمار فيكرل، وهو إس إس- شتاندارتن فوهرر، أول قائد. تلقى هيلمار فيكرل تعليمات من هاينريش هيملر، رئيس شرطة ميونيخ آنذاك وأوبرغروبنفهرر من قوات الأمن الخاصة، لوضع مجموعة من اللوائح للانضباط في المخيم. كانت قواعد فيكرل قاسية للغاية، وتوفي العديد من السجناء كنتيجة مباشرة لعقوبتهم.  

في مايو 1933، بدأ مكتب المدعي العام في ميونيخ، الذي لم يتم استيعابه بعد للسياسة النازية في عملية جلايش شالتونج، بالتحقيق في مقتل عدة سجناء في داكاو، مدفوعًا بالشكوى الرسمية من صوفي هاندشو، التي أرادت معرفة السبب الحقيقي لوفاة ابنها في المخيم. انتشرت الشائعات بالفعل حول المعاملة القاسية لأولئك المحتجزين واضطر هيملر إلى دحض هذه الادعاءات، حتى أثناء الإعلان عن افتتاح داكاو.  كان فيركل وهيملر التهم من القتل المرفوعة ضدهم، مما دفع فيركل إلى إزالته من منصبه، ولكن هذه أسقطت في وقت لاحق بعد رئيس الادعاء العام ومساعديه تم نقل كل من مكاتب أخرى. واصل هيملر جهوده لإقرار الإعدام بإجراءات موجزة، ثم عمليا فقط في داكاو، كشكل من أشكال العقاب المشروع.

## أمر مخيم جديد
تم تكليف ثيودور إيكي بوضع نظام مخيم جديد وكتيب لوائح جديدة. كتب postenpflicht مع تعليمات لاطلاق النار على السجناء على الفور و «بدون سابق إنذار». إن رفض الامتثال لهذا الأمر سيؤدي إلى عواقب وخيمة على أفراد المخيم: الفصل دون سابق إنذار وحتى الاعتقال.  

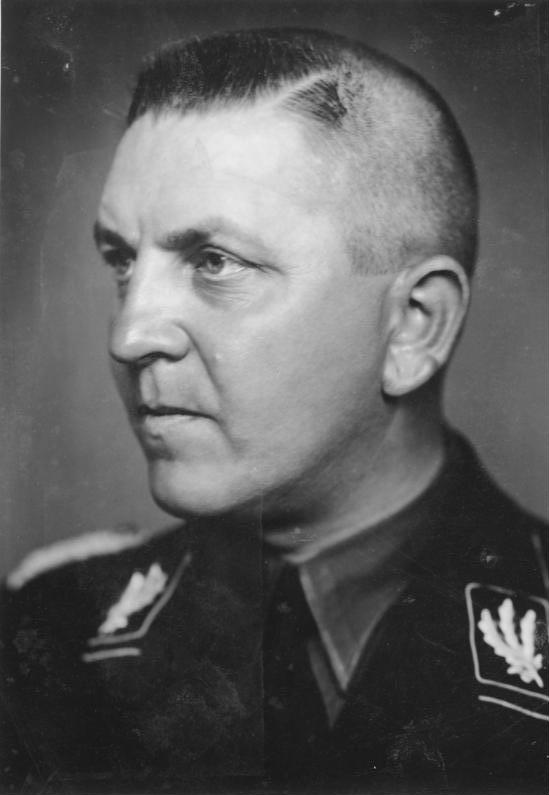
مفتش المعسكرات ثيودور إيكي

تم إصدار «لوائح المرافقين والحراس للسجناء» (Dienstvorschrift für die Begleitpersonen und Gefangenenbewachung) وبدأ سريانها في 1 أكتوبر 1933  تم إصدار Lagerordnung الشائنة، «قانون التأديب والعقوبات لمعسكر السجن» في نفس التاريخ.  يُعرف أيضًا باسم Strafkatalog («كتالوج العقوبات»)، وبدأت قائمة القواعد والمخالفات والعقوبات هذه على الفور، كما تم تفعيل مجموعتي اللوائح في جميع معسكرات الاعتقال SS بعد بضعة أشهر، في 1 يناير، 1934. سمحت اللوائح معًا للحراس بفرض عقوبات قاسية حتى على المخالفات الطفيفة وأعطتهم مساحة واسعة لإعدام السجناء ومع مرور الوقت، تحولت إلى نظام عام لعقوبة الإرهاب.

## الحواشي
1. ↑  Disciplinary procedures were added later to the regulations called the "Inspection of the concentration camps".